# 강징 선생 묘 및 신도비
강징 선생 묘 및 신도비는 대한민국 경기도 안산시 상록구 양상동에 있다. 1991년 11월 4일 안산시의 향토유적 제3호로 지정되었다.

## 개요
조선시대의 문신·서예가, 자는 언심(彦深), 호는 소재(少齋), 심재(深齋), 본관은 진주(晉州)이다.. 중종이 제작한 병풍의 글씨와 명신(名臣)들의 시문(詩文), 홍문관(弘文館)에서 올린 정명도(程明道)의 잠(箴)을 쓰니 당대의 명필이란 칭송을 들었다.